# Eucranium
Eucranium là một chi bọ cánh cứng thuộc họ Scarabaeidae.